# 東雲村 (京都府)
東雲村（しののめむら）は、京都府加佐郡にあった村。現在の舞鶴市の北西部、由良川の右岸、京都丹後鉄道宮豊線・東雲駅の周辺にあたる。
村名は、由良川（大雲川）の東岸の村であることによる。

## 地理
- 河川：由良川（大雲川）

## 歴史
- 1889年（明治22年）4月1日 - 町村制の施行により、三日市村・上東村・下東村・中山村・水間村の区域をもって発足。
- 1928年（昭和3年）10月1日 - 丸八江村と合併して八雲村が発足。同日東雲村廃止。

## 交通

### 鉄道路線
- 鉄道省
  - 宮津線（現・京都丹後鉄道宮豊線）
    - 東雲駅

### 道路
- 丹後街道（現・国道175号）